# Ronnie Brolin
Ronnie Christian Fredrik Brolin, född 3 december 1981 i Främmestad, Skaraborgs län, är en svensk filmregissör och manusförfattare. Han har bland annat gjort långfilmerna Älska mig (2009) och Svart kung (2014).

## Biografi
Brolin är delägare och VD för produktionsbolaget iFocus Sweden AB som grundades 2005. Han driver också bolagen Beck Activity AB och Beck Locations AB.
2010 var han initiativtagare till ungdomsverksamheten Filmkollo i Främmestad. Filmkollo arrangeras årligen av föreningen Inventum och har varje sommar hundratals deltagare från hela Sverige. Brolin är engagerad som föreläsare och konceptutvecklare. Brolin arbetar speciellt för att lyfta tabuämnen och problematik där barn och ungdomar far illa. Hans filmproduktioner har haft ett starkt värdegrundsperspektiv med syfte att stärka den sociala gemenskapen och öka ungas delaktighet i samhällsutvecklingen. Landsbygden och ökad förståelse för symbiosen mellan stad och land är också viktig i Brolins engagemang. Han har sedan 2003 varit aktiv i det lokala styrelsearbetet för LEADER som ingår i EU:s landsbygdsprogram. 2013-2014 var han engagerad i Västra Götalandsregionens miljönämnd och sedan 2015 sitter han med i Västra Götalandsregionens kulturnämnd.
Brolin långfilmsdebuterade 2007 med långfilmen Jag och Johan. 2008 regisserade han Älska mig vilken han skrev tillsammans med manusförfattaren Jenny Larsson. Båda filmerna tar upp ungdomsproblematik, mobbning och unga vuxnas utsatthet. Under 2013 regisserade Brolin dramat Svart kung. Filmen kretsar kring karaktären Leons uppväxt och hur han fastnar i drogmissbruk och kriminalitet.
Brolin har regisserat och agerat manusförfattare till flera kortfilmer, däribland Om jag bara brytt mig (2008), Osynlig (2008) och Din jävla idiot!! (2005).

## Filmografi
- 2014 – Svart kung
- 2008 – Älska mig [1]
- 2008 – Osynlig (kortfilm)
- 2008 – Varje dag (kortfilm)
- 2008 – Varför just jag (kortfilm)
- 2008 – Om jag bara brytt mig (kortfilm)
- 2007 – Flying High (kortfilm)
- 2007 – Jag och Johan[2]
- 2006 – Vem vågar (kortfilm)
- 2005 – Din jävla idiot!! (kortfilm)
- 2003 – En gång - Aldrig mer
- 2001 – Vem bryr sig